# Templeton Fox
Templeton Fox (Chicago, 24 juli 1916 - Los Angeles, 9 januari 1993) was een  Amerikaans actrice. 
Zij speelde met name in de jaren zestig en begin jaren zeventig kleine rollen in televisieseries en films.
Haar carrière begon eigenlijk al in de jaren dertig.
Ze was getrouwd met screenwriter Robert L. Welch en was de moeder van gitarist Bob Welch.

## Televisieseries
- Dennis the Menace / Blue Robin (1962)
- My Three Sons (1962-1964)
- Slattery's People (1965)
- My Living Doll (1965)
- Flipper (1967)
- Family Affair (1967)
- Gentle Ben(1967)
- Caribe (1975)
- The Honeymooners (1976-1977)

## Films
Onder andere:
- Tony Rome (1967)
- The Godmothers (1973)
- Mr. No Legs (1979)